# Клаузен, Дональд
Дональд Холст Клаузен (англ. Donald Holst Clausen; 27 апреля 1923 — 7 февраля 2015) — американский бизнесмен и конгрессмен от Калифорнии.

## Биография

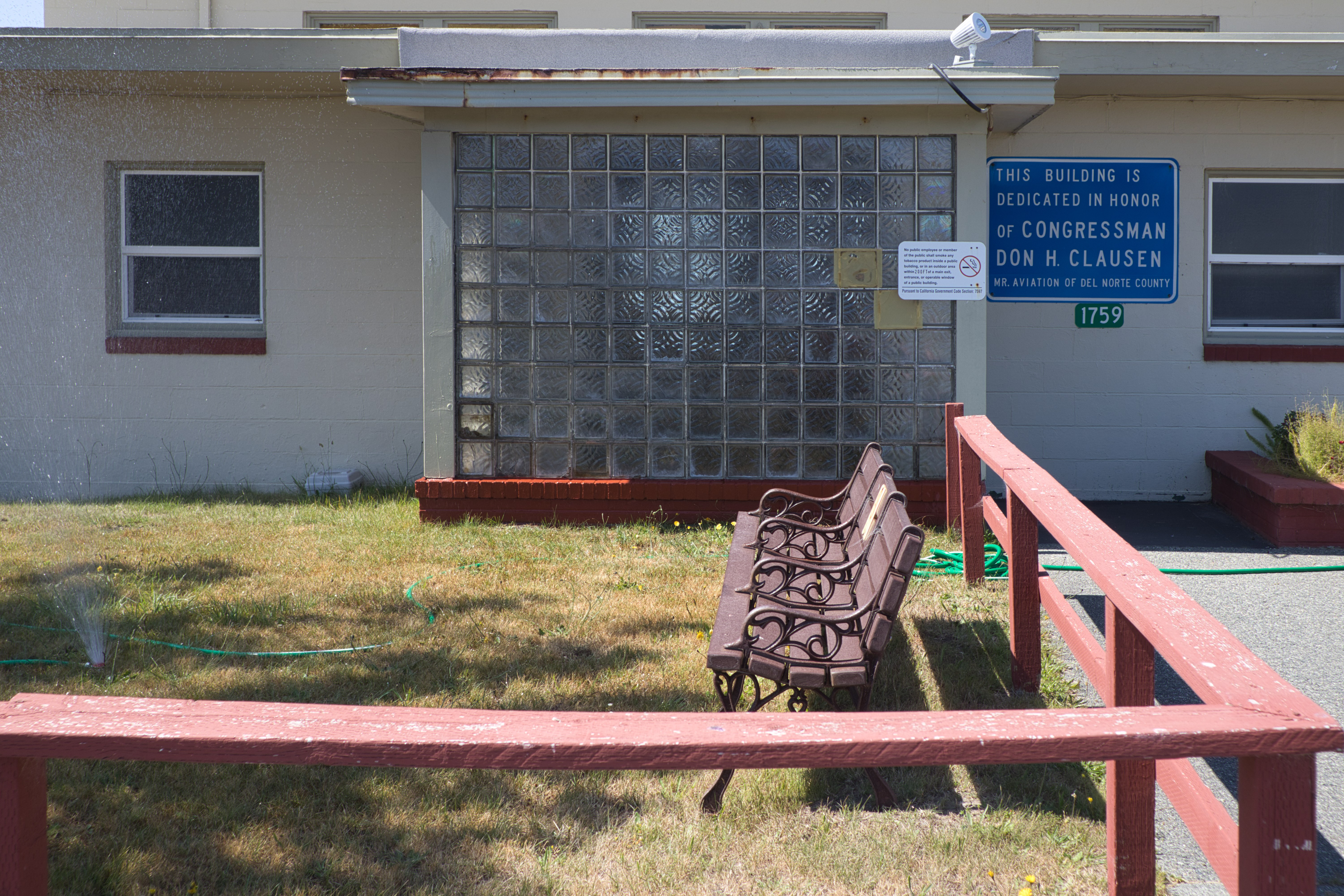
Пристройка в аэропорту Кресент-Сити, названное в честь Клаузена.

Родился в Ферндейле (Калифорния) 27 апреля 1923 года. Окончил начальную и среднюю школу там же; учился на отлично и занимался лёгкой атлетикой, теннисом, баскетболом, футболом и бейсболом. Играл в школьном оркестре на ударных инструментах.
Позже он учился в Университете штата Калифорния в Сан-Хосе, Политехническом университете в Огдене и колледже Св. Марии. Клаузен принимал участие в программе подготовки авиационных кадетов ВМС США. В 1944—1945 года, во время Второй мировой войны, служил на авианосце (Тихоокеанский театр военных действий Второй мировой войны) и летал на Chance Vought F4U Corsair. После войны участвовал в основании аэропорта Кресент-Сити. В 1955—1962 годы был членом наблюдательного совета округа Дел-Норт. В Кресент-Сити владел двумя компаниями: первая занималась страховым бизнесом, а вторая — санитарной авиацией.
В 1963 году Клаузен был избран в 88-й Конгресс США от Республиканской партии после того, как умер его предшественник Клемент Миллер (был переизбран посмертно). Он переизбирался 9 раз до 1983 года.
За время пребывания в Конгрессе он выступал автором законопроекта о создании рощи Леди Джонсон в национальном парке Редвуд. Действующий в то время президент Ричард Никсон, будущий Рональд Рейган, сам Линдон Джонсон и другие федеральные чиновники выразили огромную благодарность Клаузену на церемонии открытия рощи. Он позже заявил, что это было самым большим достижением в его жизни.
Клаузену удалось с малым отрывом пройти в 98-й Конгресс, чуть не проиграв демократу Дугласу Боско. После конца срока полномочий в Палате представителей он работал директором специальных программ в Федеральном управлении гражданской авиации в 1983—1990 годы, пока жил в Санта-Розе.
В честь Клаузена был назван рыбоводный завод в округе Сонома. В 1996 году заксобрание Калифорнии переименовало 101 шоссе — объездную дорогу национального парка Редвуд — в честь Дона Клаузена за то, что он помог получить деньги на строительство этой дороги.
Умер 7 февраля 2015 года в больнице Калифорнии от осложнений сахарного диабета, ХОБЛ и других болезней лёгких и сердца. Его документы хранятся в Государственном университете Гумбольдта.